# Lithobius chibenus
Lithobius chibenus är en mångfotingart som först beskrevs av S. Ishii och Tamura 1994.  Lithobius chibenus ingår i släktet Lithobius och familjen stenkrypare. Inga underarter finns listade i Catalogue of Life.